# Зигмунд в кафе
«Зигмунд в кафе» (рос. Зигмунд в кафе) — оповідання Віктора Пелевіна раннього періоду творчості.

## Сюжет
Зигмунд сидить у віденському кафе і одноманітно реагує на дрібні події навколо вимовляючи «Ага». Дама докоряє добродію, що у сумочку набився сніг. «Ага», — тихо промовив Зигмунд. Офіціант за вказівкою господині відкриває у підлозі люк і залазить туди; господиня драбиною, поставленою офіціантом, підіймається вверх. «Ага! Ага!», — голосно промовив Зигмунд.
Після декількох таких повторів тільки найбільш невинний читач, який ніколи не чув про доктора Зигмунда Фрейда і його теорії, може не зрозуміти, що мова йде про фрейдистські тлумачення епізодів повсякденного життя.
Але наприкінці розповіді з'ясовується, що даний Зигмунд — лише папуга в клітці, що стоїть в кафе. Оповідання сповнене іронії набоковського типу по відношенню до Фройда і його теорії всепроникної сексуальності.
Характерний прийом Пелевіна, що застосовується в оповіданні «Зигмунд в кафе», зустрічається в таких інших його творах, як «Життя комах», «Затворник і Шестипалий», «Ніка».